# Edward Mordake

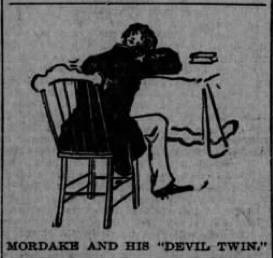
Hình minh họa Mordake trên tờ Boston Sunday Post, 1889

Edward Mordake (đôi khi đánh vần thành Mordrake) là chủ đề ngụy tạo của một truyền thuyết đô thị hình thành vào thế kỷ 19 với tư cách là kẻ thừa kế danh hiệu nhà quý tộc người Anh với khuôn mặt ở sau gáy. Theo truyền thuyết, khuôn mặt này có thể thì thầm, cười hoặc khóc. Mordake liên tục cầu xin các bác sĩ loại bỏ khuôn mặt này vì cho rằng nó đã thì thầm những điều tồi tệ với mình vào ban đêm. Mordake chết vì tự sát ở tuổi 23.

## Mô tả
Một tài liệu đã mô tả hình dáng của Mordake là một người có "nét duyên dáng nổi bật" và sở hữu khuôn mặt giống với Antinous. Khuôn mặt thứ hai ở phía sau đầu của Mordake head — được cho là nữ — có một đôi mắt và một cái miệng chảy nước dãi. Khuôn mặt bản sao này không thể nhìn ngó, ăn uống hay nói chuyện, nhưng được cho là "lên tiếng chế nhạo khi Mordake hạnh phúc" và "mỉm cười lúc Mordake đang khóc". Theo truyền thuyết, Mordake liên tục cầu xin các bác sĩ loại bỏ "khuôn mặt quỷ" của mình, tuyên bố rằng vào ban đêm, nó thì thầm những điều mà "người ta chỉ nói đến ở Địa ngục", nhưng không có bác sĩ nào dám thử. Điều này dẫn đến việc Mordake nhốt mình trong phòng trước khi quyết định tự kết liễu đời mình ở tuổi 23.

## Nhận dạng sớm nhất
Mô tả đầu tiên mà người ta biết đến Mordake được tìm thấy trong một bài báo năm 1895 trên tờ The Boston Post của tác giả truyện giả tưởng Charles Lotin Hildreth. Bài báo mô tả một số trường hợp mà Hildreth gọi là "những kẻ dị hợm", bao gồm một người phụ nữ có đuôi cá, một người đàn ông có thân hình con nhện, một người đàn ông có hình dáng nửa con cua và Edward Mordake. Hildreth tuyên bố đã tìm thấy những trường hợp này được mô tả trong hàng đống báo cáo cũ của "Hội Khoa học Hoàng gia". Theo một bài báo năm 2021 trên tờ USA Today, "Hội Khoa học Hoàng gia" duy nhất được biết đến được các quốc vương xứ Jordan thành lập vào năm 1970. Không thể tìm thấy gì trong hồ sơ của Hội Hoàng gia Luân Đôn có cái tên tương tự. Giống như nhiều ấn phẩm thời đó, bài báo của Hildreth không có tính xác thực và có thể được tờ báo kia đăng tải hòng gia tăng sự quan tâm của độc giả.

## Anomalies and Curiosities of Medicine
Bộ bách khoa toàn thư y học năm 1896 mang tên Anomalies and Curiosities of Medicine, do Tiến sĩ George M. Gould và Tiến sĩ David L. Pyle đồng tác giả, có kể về Mordake. Tài liệu này được sao chép trực tiếp từ bài viết của Hildreth và chỉ được ghi dựa vào một "nguồn tin". Bách khoa toàn thư này đã mô tả hình thái cơ bản về tình trạng của Mordake, nhưng nó không đưa ra chẩn đoán y tế nào về dị tật hiếm gặp. Lời giải thích cho dị tật bẩm sinh có thể là một dạng craniopagus parasiticus (đầu song sinh ký sinh với cơ thể chưa phát triển), một dạng diprosopus (song sinh hai đầu), hoặc một dạng song sinh ký sinh cực đoan (cặp song sinh dính liền không đồng đều).